# The Winner (film 1915)
The Winner è un cortometraggio muto del 1915 diretto da Charles Calvert.

## Trama
Una ragazza promette che sposerà il pugile che perderà un incontro di boxe.

## Produzione
Il film fu prodotto dalla Cricks.

## Distribuzione
Distribuito dalla Davison Film Sales Agency (DFSA), il film - un cortometraggio in una bobina - uscì nelle sale cinematografiche britanniche nel dicembre 1915.